# Wolfgang Seidenberg
Wolfgang Seidenberg (* 18. März 1962 in Siegburg) ist ein deutscher Schauspieler.

## Leben
Wolfgang Seidenberg absolvierte seine Schauspielausbildung am Max-Reinhardt-Seminar in Wien. Er hatte zunächst Theaterengagements in Wien, unter anderem am Schauspielhaus Wien, am Schleswig-Holsteinischen Landestheater und unter der Intendanz von Peter Lotschak über ein Jahrzehnt bei den Bad Hersfelder Festspielen. Seitdem ist Seidenberg vermehrt für Film- und Fernsehproduktionen tätig, so unter anderem 1993 als SS-Aufseher in Steven Spielbergs Spielfilm Schindlers Liste.
1995 bis 2011 war er in der Rolle des Klempnermeister Frank Töppers in der ARD-Vorabendserie Marienhof zu sehen. 2007 spielte er neben Mira Gittner die Hauptrolle in dem Kinofilm Mein Traum oder Die Einsamkeit ist nie allein von Roland Reber, mit dem er auch in drei weiteren Filme zusammenarbeitete. 2015 spielte er in einer einmaligen Neufassung von Brecht / Weills Die Dreigroschenoper bei den Salzburger Festspielen den Sägerobert.
Seit 2013 arbeitet Seidenberg auch als Dramaturg und Regisseur; unter anderem inszenierte er die deutschsprachige Erstaufführung von Arizona des spanischen Autors Juan Carlos Rubio an den Theatern Kempten und Hof.
Er ist Mitglied im Bundesverband Schauspiel (BFFS).
Seidenberg war mit der Schauspielerin Michaela Geuer verheiratet, mit der er zwei Söhne (Zwillinge) hat.

## Filmografie
- 1993: Schindlers Liste
- 1994: Klefischs schwerster Fall
- 1995–2011: Marienhof
- 1996: Der Mann ohne Schatten (Fernsehserie)
- 1997: Solo für Sudmann (Fernsehserie)
- 1998: Küstenwache
- 2000: Nesthocker – Familie zu verschenken (Fernsehserie)
- 2002: Trenck – Zwei Herzen gegen die Krone
- 2007: Mein Traum oder Die Einsamkeit ist nie allein
- 2013: Illusion
- 2014–2016: Dahoam is Dahoam
- 2017: Die Rosenheim-Cops (1 Episode)
- 2019: Roland Rebers Todesrevue[2]

## Theater
- 2010–2018: „Die Legende vom heiligen Trinker“, Regie: Silvia Armbruster, Theaterhaus Stuttgart
- 2013–2017: Wolf Haider in „Frau Müller muss weg“, Regie: Kay Neumann, Euro-Studio Landgraf
- 2015: Säge – Robert in „Mackie Messer – eine Salzburger Dreigroschenoper“, Regie: Sven Eric Bechtolf und Julian Crouch, Salzburger Festspiele
- 2016: Bootsmann in „Der Sturm“, Regie: Deborah Warner, Salzburger Festspiele
- 2018: John Proctor in „Hexenjagd“, Regie: Volkmar Kamm, Euro-Studio Landgraf
- 2018: Hotzenplotz in „Der Räuber Hotzenplotz“, Regie: Silvia Armbruster, Theater in Kempten
- 2019: Weltschaninov in „Der ewige Gatte“ Regie: Silvia Armbruster, Theater in Kempten
- 2020: Tom Smith in „Smith & Wesson“, Regie: Markus Keller, DAS Theater an der Effingerstraße, Bern
- 2024: Arne in "Wie im Himmel" Festspiele  Bad Hersfeld